# Fs 24 Phönix
Der fs 24 Phönix ist das erste Segelflugzeug, das aus glasfaserverstärktem Kunststoff gebaut wurde. Ihm kommt damit eine Vorreiterrolle in der Entwicklung, Konstruktion und Herstellung aller modernen Segelflugzeuge zu. Im Gegensatz zu heutigen Faserverbund-Segelflugzeugen, die fast ausschließlich mit einer Matrix aus Epoxidharz hergestellt werden, ist diese beim Phönix aus Polyesterharz.

## Geschichte
Hermann Nägele und Richard Eppler beschäftigten sich seit 1951 mit der Konstruktion eines Leistungssegelflugzeuges mit geringer Flächenbelastung. Die Tragflügelschalen wurden aus Balsaholz mit Papier-Leim-Schichtung aufgebaut. Nach Abbruch dieses Projektes und Verbrennen der Reste entstand „aus dessen Asche“ aufgrund neuer Erkenntnisse in der Schalenbauweise und Aerodynamik der Entwurf des Phönix. Das Land Baden-Württemberg unterstützte ab 1956 Festigkeitsuntersuchungen bei der Bölkow-Entwicklungen KG und den Bau des Prototyps, der in Zusammenarbeit mit der Akaflieg Stuttgart erfolgte.
Am 27. November 1957 führte Nägele auf dem Flugplatz Schwaighofen bei Ulm den Erstflug mit einem Windenstart durch. Leistungsvermessungen des fs 24 genannten Flugzeuges erfolgten Anfang 1959 an der Mississippi State University.
Bei den Deutschen Segelflugmeisterschaften 1959 in Karlsruhe-Forchheim flog der Phönix mit Rudolf Lindner erstmals in einem Wettbewerb. Lindner erreichte den 5. Platz; wurde 1961 nach Ernst-Günther Haase Dritter und gewann 1962 in Freiburg die Deutsche Segelflugmeisterschaft.

## Konstruktion
Beim Tragflügel übernehmen drei Stege die Aufgabe des konventionellen Holms. Die Außenseite der Flügelschale besteht aus glasfaserverstärktem Polyesterharz. Zur Auftriebserhöhung beim Start, im Thermikflug und bei der Landung befinden sich an der Unterseite Spreizklappen. Die steg- und rippenlose Rumpfschale aus faserverstärktem Kunststoff entstand um einen Holzkern, wurde waagerecht geteilt und nach Einbau der Steuerung verklebt.
Die von der Bölkow-Tochterfirma Apparatebau Nabern GmbH in Serie gebaute Version fs-24 Phönix T erhielt anstelle des Kreuzleitwerkes ein T-Leitwerk sowie ein gefedertes, einziehbares Hauptrad anstelle der Kufe. Insgesamt wurden dort bis 1961 sieben Exemplare des Phönix T hergestellt.

## Technische Daten
| Kenngröße                | Prototyp D-8258                             | Phönix-T                     |
| ------------------------ | ------------------------------------------- | ---------------------------- |
| Besatzung                | 1                                           | 1                            |
| Länge                    | 6,84 m                                      | 6,90 m                       |
| Spannweite               | 16 m                                        | 16 m                         |
| Spannweite Höhenleitwerk | 3,20 m                                      | 3,36 m                       |
| Leitwerkshöhe            | 0,95 m                                      | 1 m                          |
| Flügelfläche             | 14,36 m²                                    | 14,36 m²                     |
| Flügelstreckung          | 17,8                                        | 17,8                         |
| Flügelprofil             | EC 86 (-3)-914 (= Eppler 91)                | EC 86 (-3)-914 (= Eppler 91) |
| Flächenbelastung         | 18,5 kg/m²                                  |                              |
| Gleitzahl                | 40 bei 78 km/h (37 bei 80 km/h)             |                              |
| Geringstes Sinken        | 0,51 m/s bei 69 km/h (0,49 m/s bei 68 km/h) |                              |
| Leermasse                | 164 kg                                      |                              |
| max. Startmasse          | 265 kg                                      |                              |
| Höchstgeschwindigkeit    | 180 km/h                                    |                              |
| Mindestgeschwindigkeit   | 58 km/h                                     |                              |

## Erhaltene Flugzeuge

Briefmarke der Deutschen Bundespost 1980

Der Prototyp des fs 24 Phönix befindet sich im Deutschen Museum in München.
Der Prototyp der Serienversion Phönix T0 mit der Werk-Nr. 2 (die Zählung begann mit dem Prototyp mit Kreuzleitwerk) und dem Kennzeichen D-8353 ist im Deutschen Segelflugmuseum mit Modellflug auf der Wasserkuppe ausgestellt. Dieses Flugzeug wurde von Ernst Günter Haase bei der Segelflugweltmeisterschaft 1960 in Köln geflogen.
Ein Flugzeug der Kleinserie befindet sich seit Ende 2014 im Depot des Deutschen Technikmuseums Berlin und wird nach einer Restaurierung einen Platz in der Luftfahrtausstellung finden. Die bei Stroud in Großbritannien aufgespürte Maschine war ab 1961 als D-9138, später in der Schweiz und zuletzt als D-0844 in der deutschen Luftfahrtrolle registriert.
Noch heute fliegen einige Phönix T. Darunter ist auch das letzte gebaute Exemplar mit der Werk-Nr. 8, das aktuell mit dem Kennzeichen PH-999 von seinem Besitzer Hans Disma in den Niederlanden und auf internationalen Oldtimertreffen geflogen wird. 
Bis zum Verkauf nach Australien im Jahr 2006 besaß und flog Disma auch die Werk-Nr. 3 mit dem Kennzeichen PH-949, die lange Zeit das älteste zum Verkehr zugelassene Serien-Segelflugzeug in GfK-Bauweise war. Das Flugzeug wurde am 25. Mai 1960 als D-8354 zugelassen und 1963 bei Bölkow in eine Phönix T umgebaut. In Australien ist der Segler mit dem Kennzeichen VH-GRP nicht mehr geflogen und gehört zur Sammlung des Australian Gliding Museum in Parwan.